# Pinus canariensis
Espèce
Classification phylogénétique
Statut de conservation UICN

 LC  : Préoccupation mineure
Pinus canariensis ou pin des Canaries est un conifère de la famille des Pinacées. Il est le symbole de La Palma.

## Description
C'est un arbre au tronc généralement droit d'une hauteur de 15 à 30 m, mais certains exemplaires anciens dans les environs de Vilaflor sur l'île de Tenerife ont un tronc de 2,5 m de diamètre et atteignent une hauteur de 60 m.
Les aiguilles sont fines et souples et groupées par trois. Elles mesurent de 20 à 30 cm de long.
Les écailles des bourgeons sont effrangées et les cônes sont très grands.
On le trouve surtout dans les îles Canaries à une altitude comprise entre 1000 et 2 000 m. Cette altitude correspond en fait à la zone où se concentrent les nuages dont l'eau de condensation se dépose sur les longues aiguilles du pin, puis finit par s'écouler sur le sol, ce qui est d'une importance primordiale pour l'alimentation en eau de ces îles.

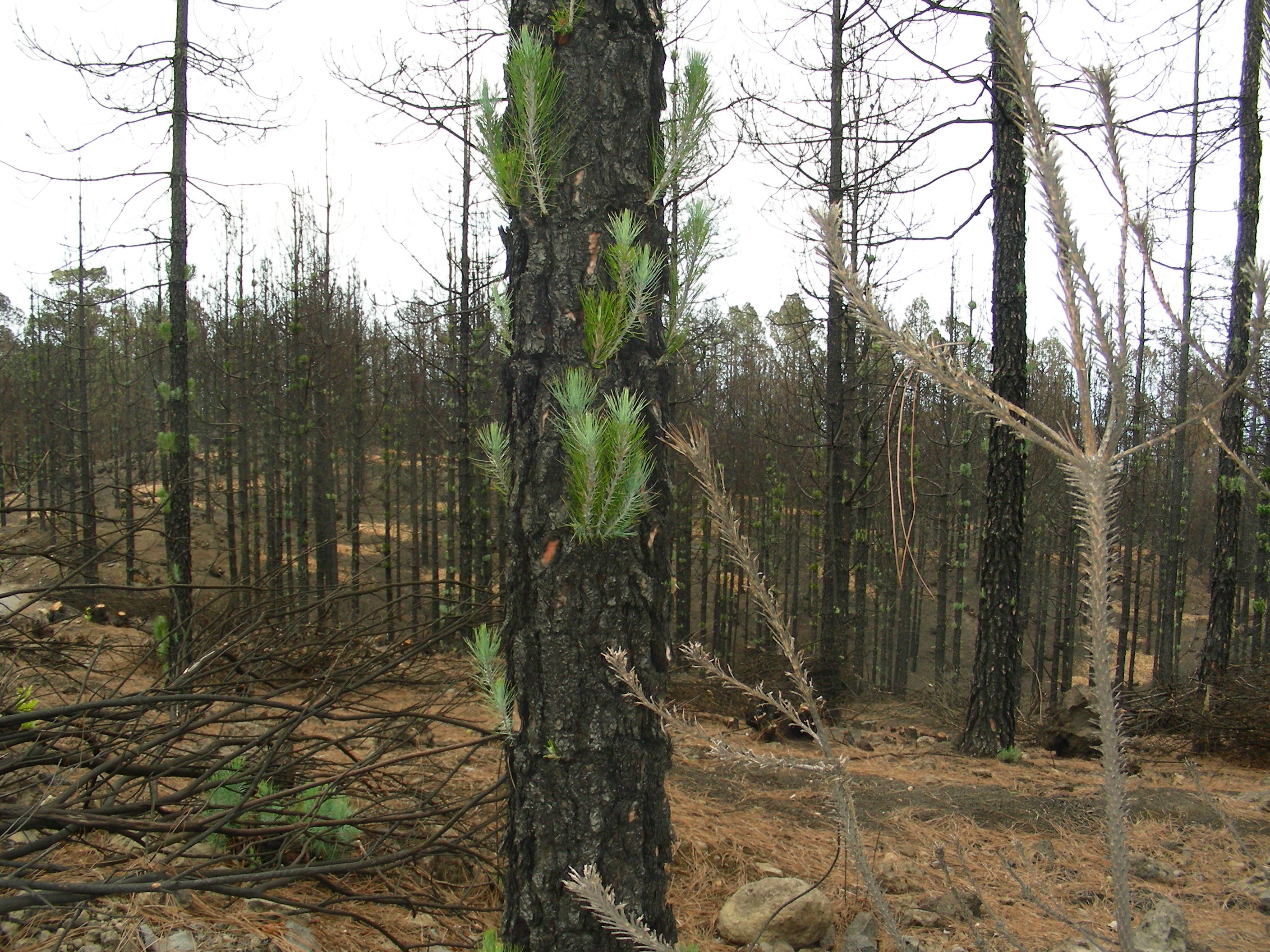
Rejets sur un tronc de pin des Canaries après un feu de forêt.

Son écorce très épaisse et très riche en sève lui permet aussi de supporter relativement bien les feux de forêt. C'est également un des rares conifères à pouvoir rejeter de souche, ce qui lui confère une capacité supplémentaire de régénération.

## Caractéristiques
- organes reproducteurs:
  - Type d'"inflorescence": cône
  - répartition des sexes:  monoïque
  - Type de pollinisation:  anémogame
  - Période de floraison:  mai
- graine:
  - Type de « fructification »:  cône
  - Mode de dissémination:  anémochore
- Habitat et répartition:
  - Habitat type: montagne, altitude entre 1000 et 2 000 m
  - Aire de répartition: îles Canaries

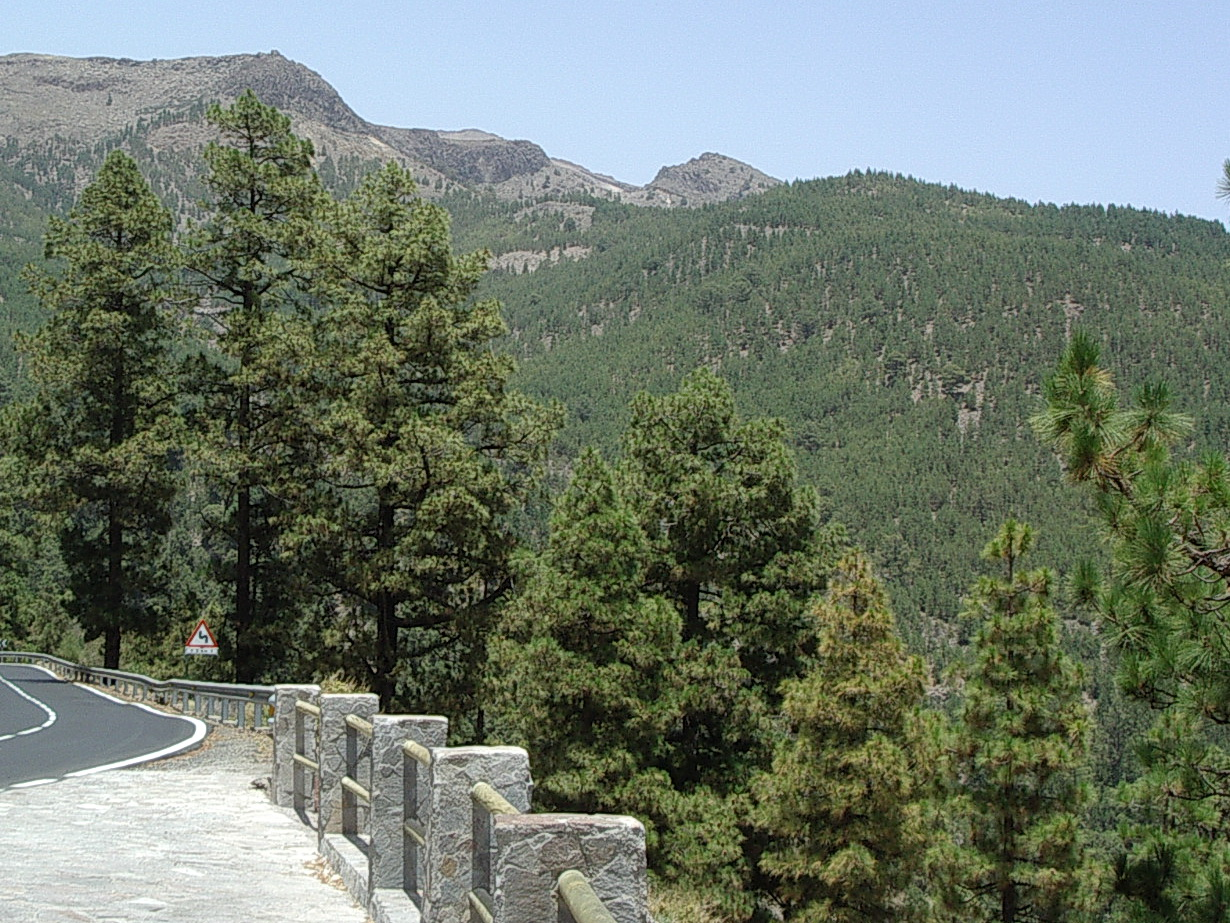
Pins des Canaries sur l'île de Tenerife
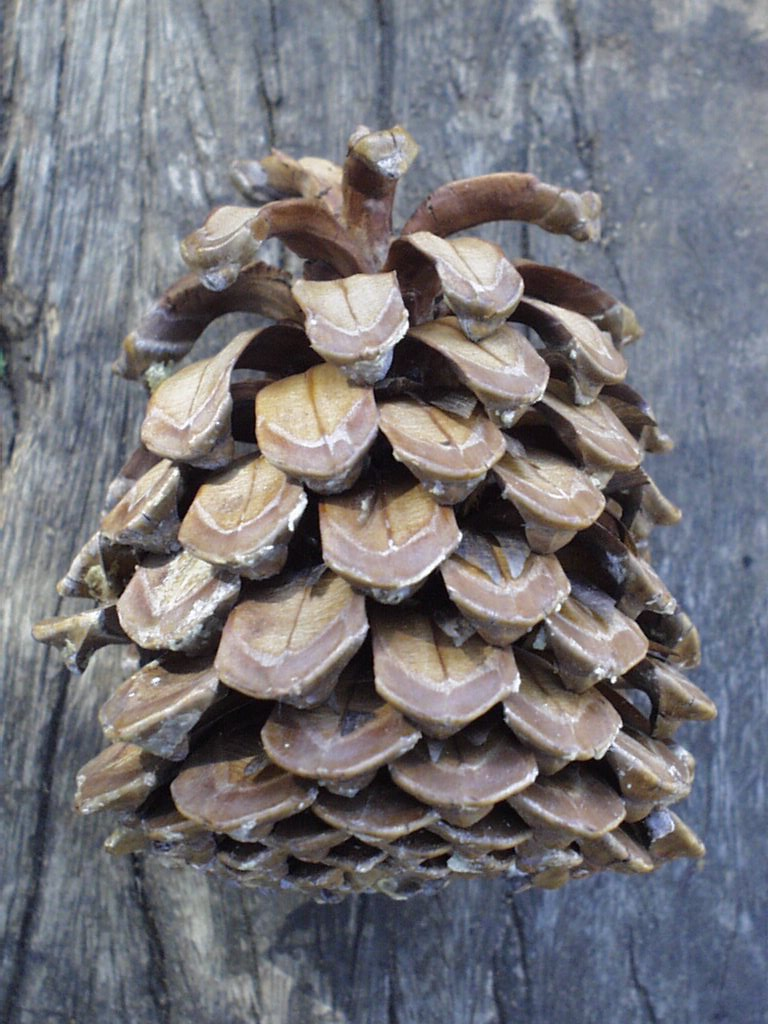
Cône femelle
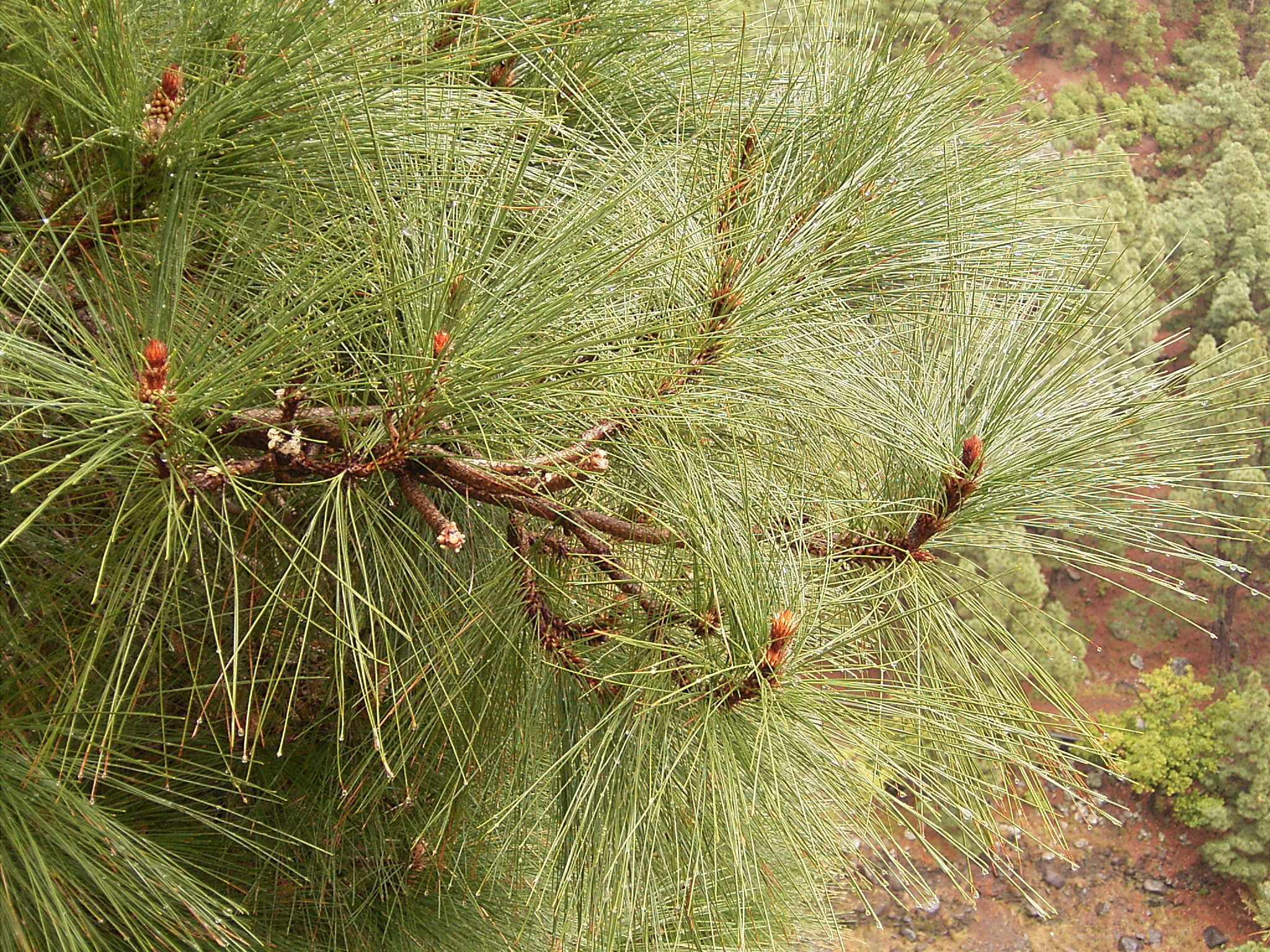
Aiguilles
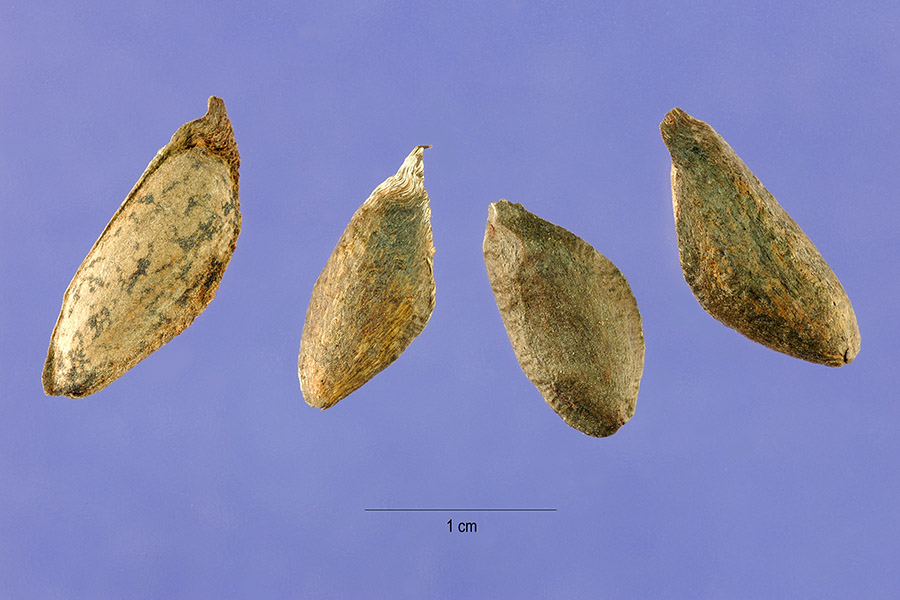
Semence

## Répartition
Cet arbre est commun dans les îles Canaries (Espagne). On le trouve aussi en Italie où il est cultivé pour son bois.
| Forêt de pins des Canaries sur l'île de Tenerife |